# Charlotte Laurent
Charlotte Laurent, död 1817, var en fransk skådespelare. 
Hon var engagerad vid Comédie-Française i Paris mellan 1784 och 1790.
Hon spelade subretter i tragedier och hjältinnor i komedier.